# 両津火力発電所
両津火力発電所（りょうつかりょくはつでんしょ）は、新潟県佐渡市羽吉にある東北電力ネットワークの火力発電所。

## 概要
佐渡島内に電力を供給する内燃力発電方式の火力発電所である。佐渡島内にあるほかの発電所と同じく、60 Hzで電気を供給する。
東北電力の発電所として、1966年6月に1号機が運転を開始、順次増設され、9号機までが建設された。その後、老朽化に伴い、1号機が2009年2月に内燃機関および発電機の取替工事を実施し、2号機が2012年3月31日に廃止された。
2020年4月、東北電力から子会社の東北電力ネットワークに移管された。2021年12月21日に1号機と3号機が廃止となり、2022年12月19日に4号機も廃止となった。

## 発電設備
- 総出力：4万kW（2022年12月19日現在）[3]
- 発電方式：ディーゼル発電方式（内燃力発電）

5号機
定格出力：7,500kW
使用燃料：C重油
営業運転開始：1974年6月
6号機
定格出力：7,500kW
使用燃料：C重油
営業運転開始：1975年6月
7号機
定格出力：7,500kW
使用燃料：C重油
営業運転開始：1978年6月
8号機
定格出力：7,500kW
使用燃料：C重油
営業運転開始：1981年6月
9号機
定格出力：10,000kW
使用燃料：C重油
営業運転開始：1988年6月

### 廃止された発電設備
1号機（廃止）
定格出力：3,000kW
使用燃料：A重油
営業運転開始：1966年6月
設備更新工事：2009年2月
廃止：2020年12月21日
2号機（廃止）
定格出力：3,000kW
使用燃料：C重油
営業運転期間：1968年7月 - 2012年3月31日
3号機（廃止）
定格出力：5,000kW
使用燃料：C重油
営業運転開始：1970年6月
廃止：2020年12月21日
4号機（廃止）
定格出力：5,000kW
使用燃料：C重油
営業運転開始：1972年5月
廃止：2022年12月19日